# Mauritz Vellingk
Mauritz Vellingk, född 31 oktober 1651 i Jama, Ingermanland, död 10 juli 1727 i Mjölby socken, Östergötland, var greve (1711), diplomat, kungligt råd, militär, general (1710) och generalguvernör över Bremen-Verden (1710).

## Biografi

### Familj
Mauritz Vellingk var son till överste Otto Vellingk och hans hustru Kristina Mannersköld samt yngre bror till Otto Vellingk.

### Militär karriär
I början av Karl XI:s danska krig var han kapten vid änkedrottning Hedvig Eleonoras livregemente, som sändes till norska gränsen. Han begav sig som frivillig till Skåne, där han i brodern Otto Vellingks värvade regemente lindrigt sårades i slaget vid Lund. Bägge bröderna höjdes i friherrligt stånd 1676. 1678 utnämndes Mauritz Vellingk till överste vid Karelska regementet och var 1680–1682 svenskt sändebud i Köpenhamn.
1683 förflyttades han som envoyé till Lüneburgska hovet. 1687 utnämndes han till överste vid ett tyskt värvat regemente i Stade och överkommendant där. Han var i flera år upptagen med biläggande av tvisterna mellan Danmark och Holstein-Gottorp.
Efter Karl XI:s död befordrades han till generalmajor och 1698 till generallöjtnant, men skickades samma år som sändebud till kung August den starke i Polen. Mauritz Vellingk var helt oförberedd vid överrumplingsanfallet på Riga 1700 och hemkallades efter krigsutbrotten. 1700–1710 var han överkommendant i Stade. Efter 1710 gick hans befordringar snabbare igen. Han utnämndes samma år till general, guvernör över Wismar och kungligt råd, samt generalguvernör över Bremen och Verden samt kommenderande general över svenska armén i Tyskland.
1711 upphöjdes han i grevligt stånd, med fria befogenheter att sköta svenska angelägenheter i Tyskland. Han förlorade dock snart Karl XII:s förtroende och avstannade i sina befordringar. Under Fredrik I:s regering återvann han monarkens förtroende. Mauritz Vellingk ivrade för den holsteinska tronföljden, och motsatte sig därför den av Arvid Horn och kungen önskade hannoverska accessionen. Detta ledde till att kungen tog tillfället i akt och framlade för sekreta utskottet dokument om de hemliga lån som tagits för svenska statens räkning av Mauritz Vellingk i Preussen, med följd att Vellingk arresterades och av kommissionen dömdes förlustig liv, ära och gods. Domen nedsattes senare och istället avsattes han från sin riksrådsbefattning och hans adliga sköld nedtogs från riddarhuset. Själv skulle han sättas i fängelse på Linköpings slott. På väg dit avled Mauritz Vellingk på Mjölby gästgivargård.